# Gustavo González López
Gustavo Enrique González López (Carrizal, estado Miranda, Venezuela, 2 de noviembre de 1960) es un militar venezolano. Desde el 30 de abril de 2019 hasta el 18 de octubre de 2024 se desempeñó como director del SEBIN por segunda ocasión. Anteriormente se desempeñó como ministro de Interiores, Justicia y Paz entre 2015 y 2016. El 14 de febrero de 2014 llega al Sebin como director (primera ocasión). En 2019 Nicolás Maduro lo designa Consejero de Seguridad e Inteligencia de la Presidencia de la República.

## Carrera
Gustavo González López se graduó en la Academia Militar en 1982, con destacados compañeros de clase, entre ellos el gobernador del estado de Bolívar, Francisco Rangel Gómez. López González. Entre enero y mayo de 1991, López González fue enviado a la Escuela de las Américas en Fort Benning, en Georgia, para un curso de "Operaciones psicológicas" y entrenamiento de oficiales avanzados por parte del Ejército de los Estados Unidos.[cita requerida] En 2003 fue designado como director general de la oficina de planificación y Desarrollo de Recursos Humanos, del Ministerio de Infraestructura encabezado entonces por Diosdado Cabello, se unió al gabinete venezolano en 2006 donde a partir de julio de ese año fue nombrado presidente de la Sociedad Mercantil C.A. Metro de Caracas  y Metro Los Teques. En diciembre de 2008, el presidente Hugo Chávez lo nombró comandante de la 5.ª. División de Infantería de la Selva, Operación Teatro N.º 5 y Garrison Ciudad Bolívar. Fue nombrado comandante general de la Milicia Bolivariana el 30 de julio de 2011. También se desempeñó como secretario de la Unidad de Seguridad e Inteligencia del Sistema Eléctrico.[cita requerida]

## Hacienda de Higuerote
La Finca “Experiencia VE” propiedad del general ubicada en Miranda expuesto por la periodista Patricia Poleo a través de su programa Factores de Poder desatando una polémica a quienes la visitaran a partir de su publicación del programa.

## Sanciones
Desde el 17 de febrero de 2014, después del tiroteo durante las protestas venezolanas 2014 en la Candelaria, Caracas, en el que murió Bassil Da Costa, fue nombrado director general del Servicio de Inteligencia Bolivariana Nacional (Sebin) y presidente del Centro Estratégico de Seguridad y Protección Patria. González López fue uno de los siete funcionarios que recibieron sanciones específicas por parte del gobierno de Barack Obama por presuntos abusos contra los derechos humanos. Tras el anuncio de sanciones, González López fue promovido Ministro del Poder Popular para el Interior, Justicia y Paz por el presidente Nicolás Maduro, quien declaró: "He decidido nombrar al Mayor General González López Ministro de Interior, Justicia y Paz para ir con su premio del imperio americano para asegurar la paz en el país, la seguridad ciudadana y nacional". Posteriormente regresa a su cargo como director general del SEBIN.
El 22 de septiembre de 2017, Canadá sancionó a González López debido a la ruptura del orden constitucional venezolano tras las elecciones de la Asamblea Constituyente Venezolana de 2017. El 28 de marzo de 2018 fue sancionado por el gobierno suizo. Aseguran que es responsable de graves violaciones de los Derechos Humanos, que incluyen detención arbitraria y tortura, así como represión a la sociedad civil y a la oposición democrática en Venezuela. Dos días después, el 30 de marzo, el gobierno de Panamá lo sancionó al ser considerado de alto riesgo por blanqueo de capitales, financiamiento del terrorismo y financiamiento de la proliferación de armas de destrucción masiva.

## Desaparición
El 7 de enero de 2019, después de desertar, el magistrado del Tribunal Supremo de Justicia de Venezuela Christian Zerpa aseguró que González López se encontraba desaparecido desde octubre de 2018, luego de la insólita muerte mientras estaba detenido por el SEBIN el concejal Fernando Albán Salazar. Este hecho vino a sumarse a otro incidente confuso, apenas días antes, en el que general que  supuestamente autorizó una operación policial en una autopista que habría puesto en riesgo la seguridad de Nicolás Maduro. Afirmando que el gobierno debía dar fe de vida suya porque podía estar preso o haber sido asesinado por diferencias con el gobierno o negarse a entregar la dirección del SEBIN. Al día siguiente reapareció en la palestra pública, cuando es designado Consejero de Seguridad e Inteligencia de la Presidencia de la República.
Después del levantamiento contra Nicolás Maduro del 30 de abril de 2019, González López es nombrado como director general de Servicio Bolivariano de Inteligencia Nacional en reemplazo de Manuel Cristopher Figuera. Ha sido acusado por un informe de la Organización de las Naciones Unidas de estar involucrado en violaciones a los derechos humanos cometidos por el Sebin.